# Luganda
Het Luganda is een taal die gesproken wordt in Oeganda. Het Luganda wordt gesproken door ongeveer 3 miljoen mensen in Centraal- en Zuid-Oeganda, met name in de regio Boeganda. Verder is er nog een kleine groep sprekers van deze taal in Tanzania. De taal behoort tot de Bantoetalen.
Luganda was tot de tweede helft van de 19e eeuw louter een gesproken taal. Na 1850 werd de taal door Europese missionarissen op schrift gezet.